# المليحة الغربية
تقع بلدة المليحة الغربية في المنطقة الشرقية من محافظة درعا في الجنوب السوري بين بلدات الحراك، كالمليحة الشرقية، يتجاوز عدد سكانها 12 آلف نسمة، ومساحتها تقارب 40 ألف متر مربع. تتبع لها إدارياً قرية رخم الواقعة في جنوب البلدة كما تبعد عن مدينة درعا مسافة 32 كم، وتبعد عن مدينة دمشق حوالي 100 كم. تنقسم البلدة إلى قسمين: الحي الشرقي والحي الغربي.
تشتهر البلدة ببنائها العمراني القديم وسهولها الواسعة، ويوجد فيها آثار رومانية قديمة، وكنائس مسيحية. أما مناخها فمعتدل. اعتمد آهل البلدة منذ القدم على زراعة الحبوب والزيتون والعنب.
يقطن البلدة الغالبية العظمى من عائلة الحراكي الحسينية الهاشمية (طالع الهاشميون في سوريا) وقدم إليها منذ ما يقارب 200 سنة عائلات خليفة وإبراهيم والداغري والخطيب وإليها ينتسب سفير الائتلاف الوطني نزار الخطيب نزار الحراكي، والجدير ذكره هنا آن بعض الوافدين إلى المليحة الغربية قد تكنّوا بكنية أهل البلدة.
يوجد في منتصف البلدة بركة مياه عذبة تتشكل من مياه الأمطار والينابيع ويطلق أهل البلدة مسمى «المطخ» على هذه البركة.
يوجد فيها العديد من المساجد اشهرها مسجد أبو بكر الصديق ومسجد أسامة بن زيد، تتوافر بالبلدة معظم الخدمات من شبكات طرق معبدة، مدارس إبتدائية، إعدادية وثانوية.